# Walter Hirschberg
Walter Hirschberg (* 17. Dezember 1904 in Nova-Gradiška, Slawonien, Österreich-Ungarn; † 16. August 1996 in Wien) war ein österreichischer, auf afrikanische Kulturen spezialisierter Ethnologe. Er war von 1962 bis 1975 Professor am Institut für Völkerkunde der Universität Wien und an der Hochschule für Welthandel in Wien.

## Leben und Werk
Hirschberg wurde als Sohn von Donauschwaben (Angehörigen der deutschen Minderheit) in Neugradiska im östlichen Kroatien geboren, das damals zur ungarischen Reichshälfte der k.u.k.-Monarchie gehörte. 1909 zog die Familie nach Wien um. Als Schüler und bis zum Anfang des Studiums war er im völkisch-deutschnational ausgerichteten Jugendbund Adler und Falken aktiv. Er studierte ab 1924 an der Universität Wien Ethnographie und Anthropologie, Urgeschichte und Volkskunde. Er promovierte 1928 bei Otto Reche und Wilhelm Koppers mit der Arbeit Die Zeitrechnung in Afrika. Ein Beitrag zur historisch vergleichenden Kalenderkunde.
Ab 1929 arbeitete er parallel als Bibliothekar am Anthropos-Institut im Missionshaus St. Gabriel der Steyler Missionare bei Mödling und als wissenschaftliche Hilfskraft im Wiener Museum für Völkerkunde (unter Fritz Röck). Im Jahr darauf war Hirschberg neben Marianne Schmidl und Robert Routil Gründungsmitglied der Wiener Arbeitsgemeinschaft für Afrikanische Kulturgeschichte, die die damals vorherrschende Kulturkreislehre und kulturgeschichtlichen Annahmen der „Wiener Schule“ der Völkerkunde um die Patres Wilhelm Schmidt und Wilhelm Koppers als zu statisch kritisierte.
Zum 1. April 1933 trat Hirschberg der NSDAP Österreichs – Hitlerbewegung bei (Mitgliedsnummer 1.530.191). Seine Habilitationsschrift über die Materialien zu Südafrika im Nachlass Rudolf Pöchs reichte er 1936 ein. Nach dem „Anschluss“ Österreichs an das nationalsozialistische Deutsche Reich wurde er im Herbst 1938 zunächst Kustos am Wiener Völkerkundemuseum und erhielt die Lehrberechtigung. Er selbst berief sich damals darauf, bereits vor dem Anschluss als Museums-Volontär in der bis zum März 1938 illegalen NSDAP-Zelle im Völkerkundemuseum tätig gewesen zu sein. Ab Oktober 1939 lehrte er als Dozent für Völkerkunde mit besonderer Berücksichtigung Afrikas an der Universität Wien.
Von 1939 bis 1941 war Hirschberg Mitarbeiter Viktor Christians in der Wiener Lehr- und Forschungsstätte Vorderer Orient (LFVO), einer Einheit der Forschungsgemeinschaft Deutsches Ahnenerbe der SS. Dort vertrat er unter anderem die Ansicht, die frühesten Bewohner Afrikas, als deren Nachfahren die Khoisan betrachtet wurden, seien „rassisch Weiße“ gewesen. Hingegen wären die Angehörigen der Bantu-Völker („Neger“) eine jüngere und „degenerierte“ Rasse. Als Museumsberater trat er im Reichskolonialbund vehement für die „Rekolonialisierung“ Afrikas durch das Deutsche Reich ein. 1941 wurde Hirschberg in die Wehrmacht einberufen, blieb aber durch Fürsprache Hans Kummerlöwes und Christians mit Hinweis auf seine politisch-ideologischen Verpflichtungen vor Ort bis Kriegsende fast ausschließlich im Raum Wien stationiert.
Nachdem ihm im Zuge der Entnazifizierung 1945 zunächst die Lehrbefugnis entzogen wurde, lehrte er ab Dezember 1953 wieder als Privatdozent an der Universität Wien. 1962 wurde ihm der Titel eines außerordentlichen Professors verliehen, 1975 trat er in den Ruhestand. In diesen Jahren entwarf er dort die Grundlagen zur „Ethnohistorie“ und gilt neben Karl R. Wernhart und Christian F. Feest als einer der Begründer dieses Fachs in Wien.
Von 1964 bis 1984 war Hirschberg Präsident der Anthropologischen Gesellschaft in Wien und bis zu seinem Tod Mitglied der Deutschen Gesellschaft für Völkerkunde. Zu seinen bekanntesten Werken aus dieser Zeit zählen das (Neue) Wörterbuch der Völkerkunde (1965) und Die Kulturen Afrikas (1974) im von Heinz Kindermann begründeten Handbuch der Kulturgeschichte.
Hirschberg wurde am Döblinger Friedhof bestattet.